# Coriolisovo číslo
Coriolisovo číslo {\displaystyle \alpha } [-] je v hydraulice bezrozměrný parametr, který vyjadřuje poměr skutečné kinetické energetické výšky k energetické výšce vyjádřené ze střední průřezové rychlosti (viz např. ). Dá se odvodit základní vztah
{\displaystyle \alpha ={{\int _{S}u^{3}dS} \over {v^{3}S}}\doteq {\sum {u_{i}^{3}\Delta S_{i}} \over {v^{3}S}}}
kde {\displaystyle u} [ms−1] je místní (bodová) rychlost, {\displaystyle v} [ms−1] střední průřezová rychlost, {\displaystyle S} [m2] průtočná plocha, {\displaystyle u_{i}} [ms−1] bodová (místní) rychlost příslušná dílčí ploše {\displaystyle \Delta S_{i}} [m2] příčného profilu. Jak je zřejmé ze vzorce, závisí stejně jako číslo Boussinesqovo na tvaru průtočného průřezu a rozdělení místních rychlostí po průřezu.
Podle některých autorů závisí na charakteristice rozdělení rychlosti, např. na Chézyho rychlostním součiniteli C nebo na exponentu parabolického rozdělení rychlosti. Např. podle Chowa lze hodnoty Coriolisova čísla odhadnout jako
{\displaystyle \alpha =1+3{\Bigl (}{u_{max} \over v}-1{\Bigr )}^{2}-2{\Bigl (}{u_{max} \over v}-1{\Bigr )}^{3}}
kde {\displaystyle u_{max}} [ms−1] je maximální rychlost v profilu.
Podle Morozova (viz ) je
{\displaystyle \alpha =1+0,84{\Bigl (}{{{3,7} \over {C^{1/4}}}-1}{\Bigr )}^{1,8}}
kde {\displaystyle C} [m0,5s−1] je Chézyho rychlostní součinitel.
Chanson udává za předpokladu parabolického rozdělení rychlostí vztah
{\displaystyle \alpha ={(n+1)^{3} \over n^{2}(n+3)}}
kde {\displaystyle n} [-] je exponent parabolického (mocninného) rozdělení rychlosti.
Evreinov (viz ) udává hodnoty Coriolisova čísla v závislosti na Chézyho rychlostním součiniteli tabelárně – viz tabulka:
| C                       | 20    | 22    | 25    | 28    | 30    | 32    | 35    | 38    | 40    | 45    | 50    |
| {\displaystyle \alpha } | 1,525 | 1,435 | 1,336 | 1,270 | 1,224 | 1,204 | 1,171 | 1,144 | 1,132 | 1,105 | 1,084 |
| {\displaystyle \alpha } | -     | -     | -     | -     | -     | -     | -     | 1,1   | 1,1   | 1,1   | 1,1   |
| C                       | 55    | 60    | 65    | 70    | 75    | 80    | 85    | 90    | 95    | 100   | 110   |
| {\displaystyle \alpha } | 1,069 | 1,057 | 1,051 | 1,045 | 1,039 | 1,033 | 1,030 | 1,027 | 1,024 | 1,021 | 1,020 |
| {\displaystyle \alpha } | 1,05  | 1,05  | 1,05  | 1,05  | 1,05  | 1,05  | 1,05  | 1,05  | 1,0   | 1,0   | 1,0   |

Je třeba upozornit na to, že výsledky výpočtu Coriolisova čísla podle různých vztahů se i dosti liší.
Výše uvedené vztahy platí pro potrubí a jednoduchá koryta. V případě koryta složeného je nutné uvažovat vliv různých rychlostí v jednotlivých dílčích částech koryta a lze odvodit vztah
{\displaystyle \alpha ={{\sum (\alpha _{i}K_{i}^{3}/S_{i}^{2})} \over {(\sum K_{i})^{2}/\sum S_{i}}}}
kde {\displaystyle \alpha _{i}}, {\displaystyle K_{i}} a {\displaystyle S_{i}} jsou Coriolisovo číslo, modul průtoku a průtočná plocha příslušné {\displaystyle i}-té dílčí části složeného koryta, přičemž modul průtoku je určen jako
{\displaystyle K=CSR^{1/2}}.    
Máme-li k disposici měření bodových rychlostí, je nejsprávnější a poměrně snadné určit Coriolisovo číslo z definičního vzorce.